# 세인트 루이스 프라이어리 스쿨
세인트 루이스 프라이어리 스쿨(Saint Louis Priory School)은 미국 미주리주 세인트 루이스에 있는 12년제 사립 초중고등학교이다. 이 학교는 1955년에 첫 개교되었다.